# Tsunami na Hawajach (1946)
Tsunami na Hawajach – tsunami, które nawiedziło wyspy hawajskie 1 kwietnia 1946, będące wynikiem trzęsienia ziemi na Aleutach.

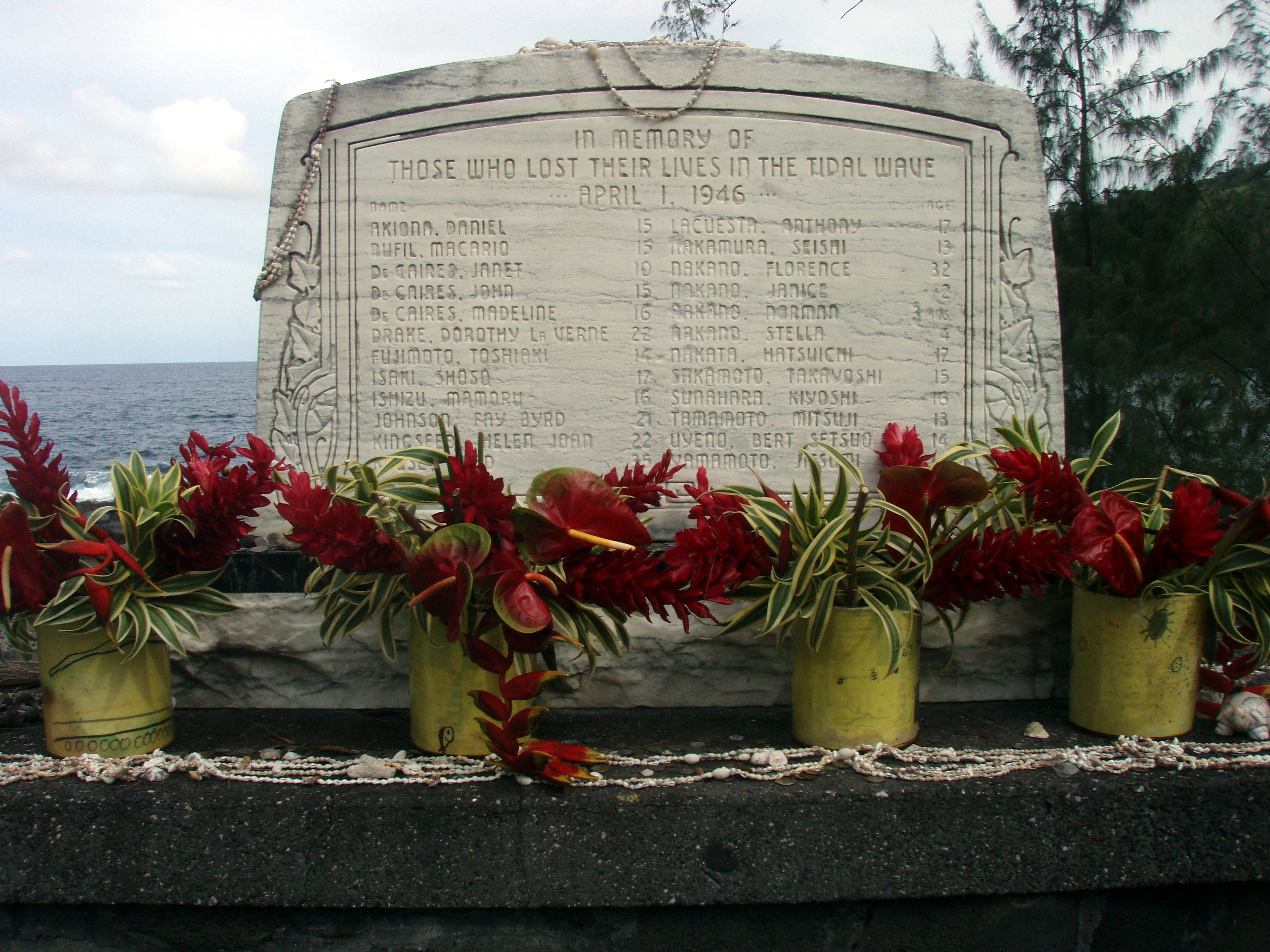
Pomnik ofiar

Trzęsienie ziemi i tsunami wywołane zostało zmianami powierzchni dna północnej części Rowu Aleuckiego. W wyniku trzęsienia powstało tsunami o długości 200 km, którego fale, pomiędzy Honolulu, a Hilo osiągnęły prędkość 784 km/h. Fale o wysokości do 4,5 metra niszczyły rafy koralowe i nadbrzeżne miejscowości. Najgroźniejsza dla Honolulu była trzecia fala tsunami, a w innych miejscowościach szósta, siódma i ósma. Najwyższy poziom wody zanotowano w Pololū Valley - 17 metrów. 16 metrów było w Walolu na Molokaʻi. Mniej - 60 cm w Mikolu i Hoopula na Hawaiʻi, a jeszcze mniej na przylądku Kaneoha na Oʻahu. Woda wdarła się w niektórych miejscach nawet na kilometr w głąb lądu. Podczas katastrofy zginęło ogółem 165 osób, z czego 159 na Hawajach, a 6 na Aleutach. Straty materialne oszacowano na 25 milionów dolarów (głównie uszkodzone budynki, drogi i mosty). Było to najbardziej niszczące tsunami w historii wysp i zapoczątkowało proces tworzenia systemu wczesnego ostrzegania przed tego rodzaju katastrofami.